# فلوریکا لئونیدا
فلوریکا لئونیدا (به انگلیسی: Florica Leonida) ژیمناست زادهٔ ۱۳ ژانویهٔ ۱۹۸۷ میلادی اهل کشور رومانی است.